# Грехи Иезавели
«Грехи Иезавели» (англ. Sins of Jezebel) — фильм американского режиссёра Реджинальда Ле Борга, снятый в 1953 году по библейскому сюжету. При съёмках картины была использована цветовая технология Agfa Color.

## Сюжет
IX век до н. э.. Пророк Илия советует израильскому царю Ахаву не жениться на Иезавели, принцессе Финикии, которая поклоняется идолам. Однако Ахав не собирается следовать этим мудрым словам. Он отправляет за девушкой своего военачальника Ииуя, который должен сопроводить её караван в Изреель. Когда Иезавель, наконец, прибывает к Ахаву, тот, поражённый красотой девушки, предоставляет ей отдельный дворец. В первую же брачную ночь Иезавель оставляет Ахава и убегает к Ииую, которого ей удаётся соблазнить.
Иезавель устанавливает в Израиле культ Ваала и строит храм своему божеству. За этим следует кара Господа в форме засухи, которая прекращается только после истовых молитв Илии.

## В ролях
- Полетт Годдар — Иезавель
- Джордж Нэйдер — Ииуй
- Эдуард Франц — Ахав
- Джон Хойт — Илия
- Людвиг Донат — Навуфей
- Джон Шелтон — Лорам
- Джо Бессер — Йонкель, хозяин колесниц
- Марджа Дин — Дебора
- Кармен д’Антонио — танцовщица

## Критика
Фильм получил смешанные отзывы от критиков. Работа с цветом получила положительную оценку, однако низкий бюджет вызвал реплику: «Желание было сильным, но деньги слабыми».
Что касается актёрских работ, то Полетт Годдар была названа идеальной для роли Иезавели, а игра Джона Хойта была охарактеризована как «компетентная»